# Hanns Eisler

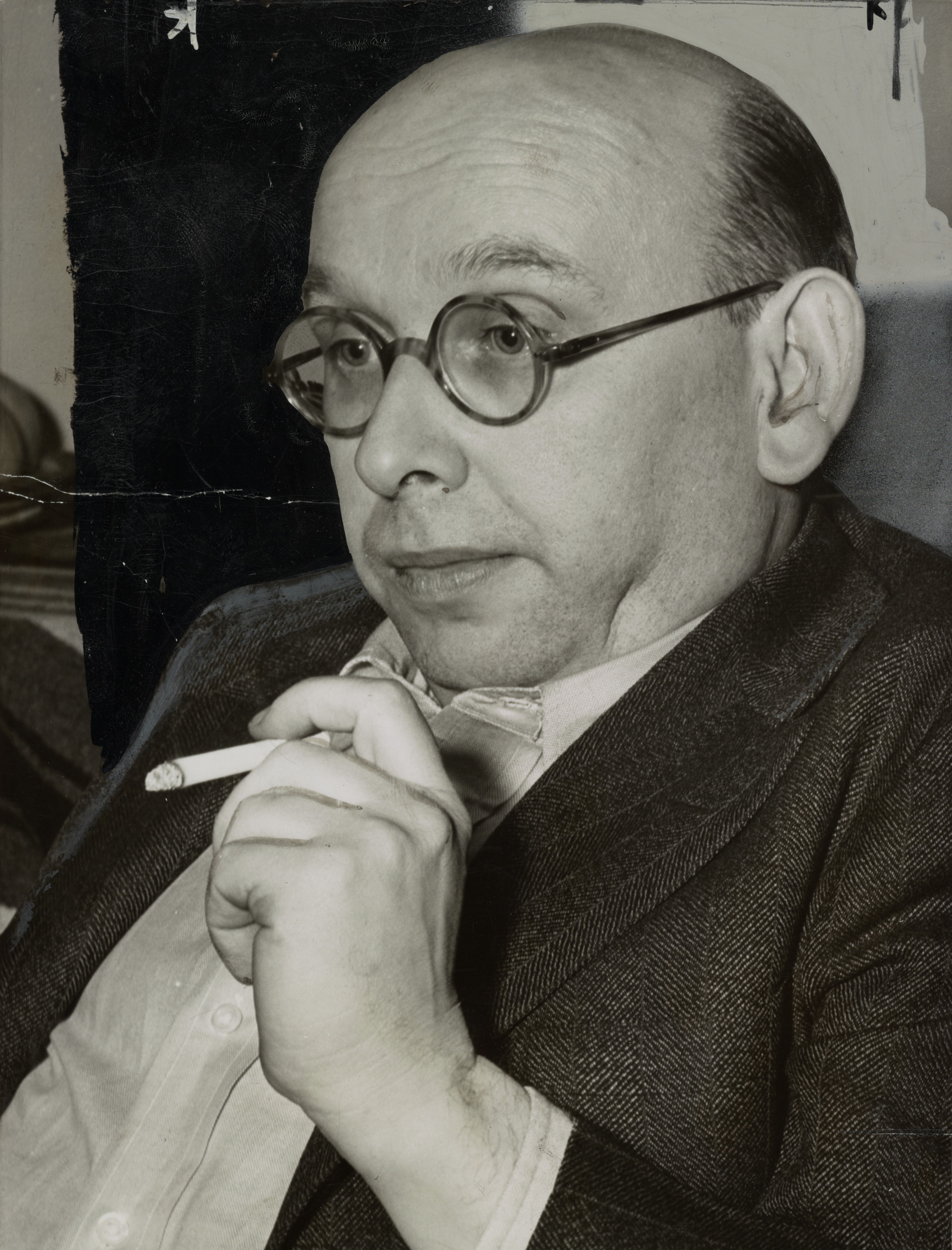
Hanns Eisler 1940.

Hanns Eisler, född Johannes Eisler 6 juli 1898 i Leipzig, Sachsen, Kejsardömet Tyskland, död 6 september 1962 i Berlin, var en österrikisk kompositör, främst bekant för sin marxistiska politiska uppfattning och sin tro på musikens sociala roll. Han var son till Rudolf Eisler.

## Biografi
Eisler, som växte upp i Wien där han också studerade för Arnold Schönberg 1921–23, flyttade 1925 till Berlin och samarbetade senare med Bertolt Brecht. Eisler var både aktiv kommunist och av judisk börd, varför han hade dubbel anledning att 1933 fly undan nazisterna. År 1935 kom han till USA. Han verkade som lärare i komposition i New York och Los Angeles och skrev musik till flera Hollywoodfilmer. Efter att från officiellt håll ha anklagats för "oamerikansk" verksamhet, återvände Eisler 1948 till Europa. Från 1950 bodde han i DDR, där han intog en ledande kulturpolitisk ställning och komponerade landets nationalsång Auferstanden aus Ruinen samt marschsånger som fick stor spridning inom vänsterrörelsen i både Europa och Amerika. 
Bland övriga verk finns framför allt sånger och barnvisor men även musik för scenen, kammarmusik och pianoverk. Bertolt Brecht använde hans musik när han 1934 skrev den socialistiska visan Einheitsfrontlied.  Det stora körverket Deutsche Symphonie opus 50 (1935–37) till texter av bland andra Brecht, visar upp en stor stilbredd, från tolvtonsmusik i läraren Schönbergs anda till avsnitt med ett enklare tonspråk, med anknytning till agitpropmusiken. Han skrev även filmmusiken till den antinazistiska dokumentärfilmen Natt och dimma av Alain Resnais från 1955.